# Evangelický hřbitov v Lysé nad Labem
Evangelický hřbitov v Lysé nad Labem existoval v letech 1783–1977 v Lysé nad Labem u dnešní ulice Komenského.
Prvním pohřbeným na hřbitově byl v roce 1784 pastor Josef Szalay, původem z Uher. Po zrušení hřbitova byly některé nejcennější náhrobky (včetně rodiny Bedřicha Hrozného) přeneseny k evangelické modlitebně. Místo původního hřbitova je označeno žulovým památníkem.